# دونالد كريغتون
دونالد كريغتون هو كاتب سير ومؤرخ كندي، ولد في 15 يوليو 1902 في تورونتو في كندا، وتوفي في 19 ديسمبر 1979 في Brooklin, Ontario ‏ في كندا.